# Ергюн Демир
Eргюн Демир е турски актьор (роден на 10 декември 1969, в Гиресун, Турция). Популярен е с ролята си на Али Кемал Евлияоглу в турския сериал Хиляда и една нощ.
Израснал във Франция, където семейството му се преселило през 1974 година, но през 2005 година се завръща в Турция, Истанбул. Преподава актьорско майсторство на деца в „Екол Драма Санат Еви“. Добър приятел на Емир Берикер и на Кемал Дениз. Псевдонимът му е „Томбисон“.

## Филмография
- (2011) – Опасни улици – Кенан Толунай
- (2010) – Защо оръжие – главна роля
- (2010) – Ес Ес – Кудрет
- (2006 – 2009) – Хиляда и една нощ – Али Кемал Евлияоглу
- (2006) – Хаджия – комисар Халит Ергюдер
- (2005) – Триумф на любовта – Бирол
- (2004) – Пръстови отпечатъци – Сами